# Kibaya, Manyara
Kibaya  este o așezare  în Tanzania, în regiunea Manyara. La recensământul din 2002 avea 4.543 locuitori.